# 圣日耳曼德普兰赛
圣日耳曼德普兰赛（法語：Saint-Germain-de-Prinçay，法語發音：[sɛ̃ ʒɛʁmɛ̃ də pʁɛ̃sɛ]）是法国卢瓦尔河地区大区旺代省的一个市镇，属于永河畔拉罗什区。

## 地理
圣日耳曼德普兰赛（46°43'15"N, 1°1'18"W）面积24.34 平方千米，位于法国卢瓦尔河地区大区旺代省，该省份为法国西部沿海省份，北起大西洋卢瓦尔省和曼恩-卢瓦尔省，西临大西洋，南至滨海夏朗德省，东部及东南部与德塞夫勒省接壤。
与圣日耳曼德普兰赛接壤的市镇（或旧市镇、城区）包括：尚托奈、穆尚、圣塞西尔、圣普鲁昂、圣樊尚斯泰尔朗日、锡古尔奈。
圣日耳曼德普兰赛的时区为UTC+01:00、UTC+02:00（夏令时）。

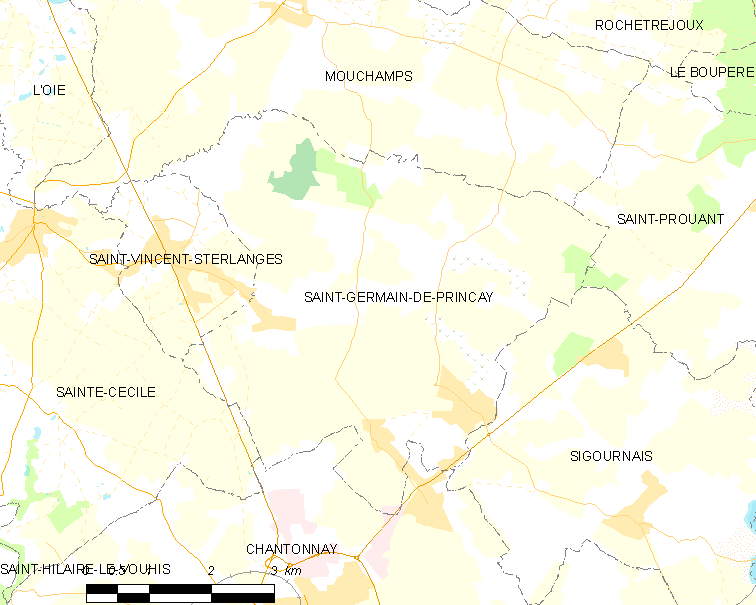
圣日耳曼德普兰赛的OSM定位图

## 行政
圣日耳曼德普兰赛的邮政编码为85110，INSEE市镇编码为85220。

## 政治
圣日耳曼德普兰赛所属的省级选区为尚托奈县。

## 人口

1962-2008年间圣日耳曼德普兰赛人口变化图示

圣日耳曼德普兰赛于2022年1月1日时的人口数量为1629人。